# アズマイチゲ
アズマイチゲ（東一華、学名：Anemone raddeana）は、キンポウゲ科イチリンソウ属の多年草。

## 特徴
根茎は横に這い、紡錘状にふくらむ。茎につく葉は柄を持って3枚が輪生し、3出複葉である。花期は3-5月、花茎の高さは15-20cmになり、直径2-3cmの花弁状の萼片を持つ花を1個つける。萼片は白色で8-13枚。花弁はない。近縁のキクザキイチゲに似るが、浅く3葉に切れ込んだ葉の形が特徴である。
春先に花を咲かせ、落葉広葉樹林の若葉が広がる頃には地上部は枯れてなくなり、その後は翌春まで地中の地下茎で過ごすスプリング・エフェメラルの一種。
別名「雨降花」と呼ばれており、摘み取ると雨が降るという説がある。名称は「東の一輪草」から。

## 分布と生育環境
日本では北海道、本州、四国、九州に分布し、山地や山麓の日当たりの良い場所に生育する。アジアでは樺太、朝鮮、ウスリー地方に分布する。

## 画像

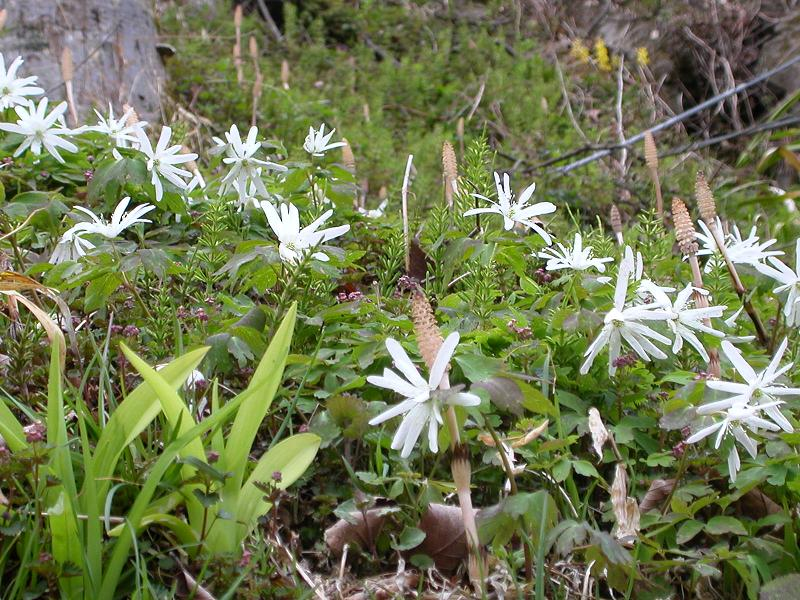
東京都日の出山・2007年4月
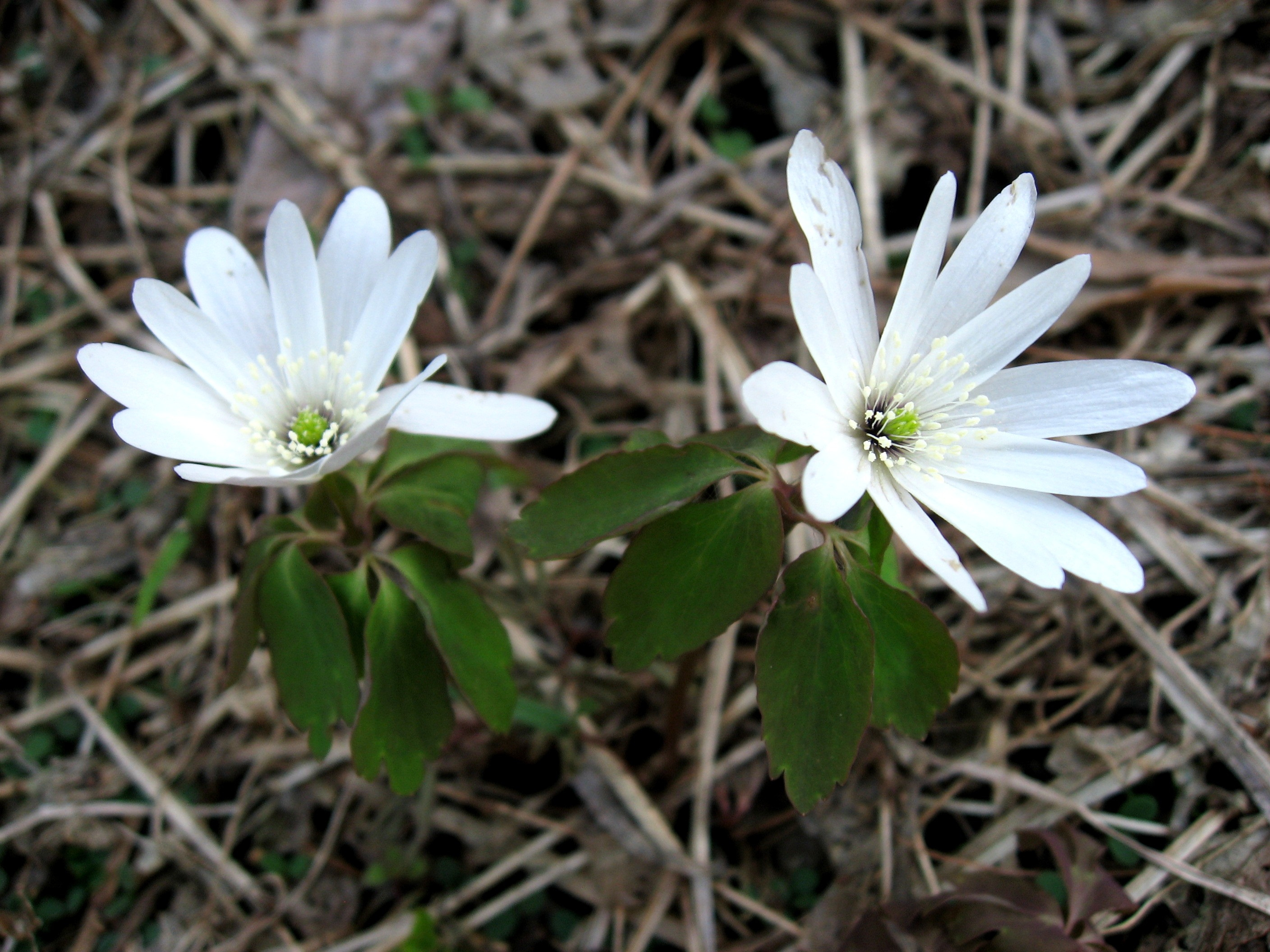

## 下位品種
- シラゲウラベニイチゲ Anemone raddeana Regel f. raddeana